# Curtis (álbum)
Curtis é o terceiro álbum de estúdio lançado pelo rapper 50 Cent. O álbum foi lançado em 11 de Setembro de 2007. O álbum tem a produção de Dr. Dre, Eminem, Timbaland, entre outros. Participam de algumas músicas artistas como Akon, Justin Timberlake, Nicole Scherzinger, entre outros artistas de sucesso. Nas músicas do álbum, nota-se que 50 Cent se divide entre músicas "agressivas" e "suaves". Após seu lançamento, Curtis recebeu críticas mistas dos críticos de música. Ele estreou em #2 lugar na Billboard Top 200, vendendo 691 mil cópias em sua primeira semana.
| Críticas profissionais                                                      | Críticas profissionais |
| Avaliações da crítica                                                       | Avaliações da crítica  |
| Fonte                                                                       | Avaliação              |
| --------------------------------------------------------------------------- | ---------------------- |
| Allmusic                                                                    | [ 1 ]                  |
| The Boston Globe                                                            | (unfavorable)          |
| Chicago Tribune                                                             | (unfavorable)          |
| Robert Christgau                                                            | (B)                    |
| The New York Times                                                          | (positive)             |
| Pitchfork                                                                   | (4.9/10)               |
| PopMatters                                                                  | (7/10)                 |
| Rolling Stone                                                               | [ 8 ]                  |
| Slant Magazine                                                              | [ 9 ]                  |
| URB                                                                         | [ 10 ]                 |
| Esta tabela precisa de ser acompanhada por texto em prosa. Consulte o guia. |                        |

## Lista de faixas
| N.º | Título                                       | Compositor(es)                                                       | Produtor(es)                  | Duração |  |
| 1.  | "Intro"                                      |                                                                      |                               | 0:41    |  |
| 2.  | "My Gun Go Off"                              | Curtis Jackson, Adam Deitch, Eric Krasno, Derick Prosper             | Adam Deitch, Eric Krasno      | 3:51    |  |
| 3.  | "Man Down"                                   | Jackson, Ben Raleigh, Don Cannon, J. Powell, David Mook              | Detroit Red, Don Cannon (co.) | 3:04    |  |
| 4.  | "I'll Still Kill" (com Akon)                 | Jackson, Aliaune Thiam, Khalil Abdul-Rahman, Brian "Kobe" Honeycutt  | DJ Khalil                     | 3:51    |  |
| 5.  | "I Get Money"                                | Jackson, Kirk Robinson, William Stanberry                            | Apex                          | 4:15    |  |
| 6.  | "Come & Go" (com Dr. Dre)                    | Jackson, Terry Lewis, J. Harris, Andre Young, Dawaun Parker          | Dr. Dre                       | 3:46    |  |
| 7.  | "Ayo Technology" (com Justin Timberlake)     | Jackson, Tim Mosley, Justin Timberlake, Nate Hills                   | Timbaland, Danja (co.)        | 3:29    |  |
| 8.  | "Follow My Lead" (com Robin Thicke)          | Jackson, C. Whitacre, Josh Henderson                                 | Tha Bizness                   | 3:21    |  |
| 9.  | "Movin' on Up"                               | Jackson, Freddie Perren, Leon Ware, Christine Yarian, Jacob Dutton   | Jake One                      | 4:05    |  |
| 10. | "Straight to the Bank"                       | Jackson, T. Fyffe, A. Young                                          | Ty Fyffe, Dr. Dre (add.)      | 3:05    |  |
| 11. | "Amusement Park"                             | Jackson, Teraike Crawford, A. R. Hatchett, Hailey Campbell           | Dangerous LLC                 | 4:17    |  |
| 12. | "Fully Loaded Clip"                          | Jackson, Kejuan Muchita                                              | Havoc                         | 3:51    |  |
| 13. | "Peep Show" (com Eminem)                     | Jackson, Jeff Bass, Marshall Mathers, Mike Strange, Tony Campana     | Eminem                        | 3:34    |  |
| 14. | "Fire" (com Nicole Scherzinger e Young Buck) | Jackson, S. Garrett, S. Jordan, A. Young, Dawaun Parker, Nikki Grier | Dr. Dre                       | 3:57    |  |
| 15. | "All of Me" (com Mary J. Blige)              | Jackson, Jacob Dutton                                                | Jake One                      | 4:24    |  |
| 16. | "Curtis 187"                                 | Jackson, Kejuan Muchita                                              | Havoc                         | 3:44    |  |
| 17. | "Touch the Sky" (com Tony Yayo)              | Jackson, Marvin Bernard, Jason Harrold, Keyon Harold                 | K-Lassik Beats                | 3:12    |  |